# 부각

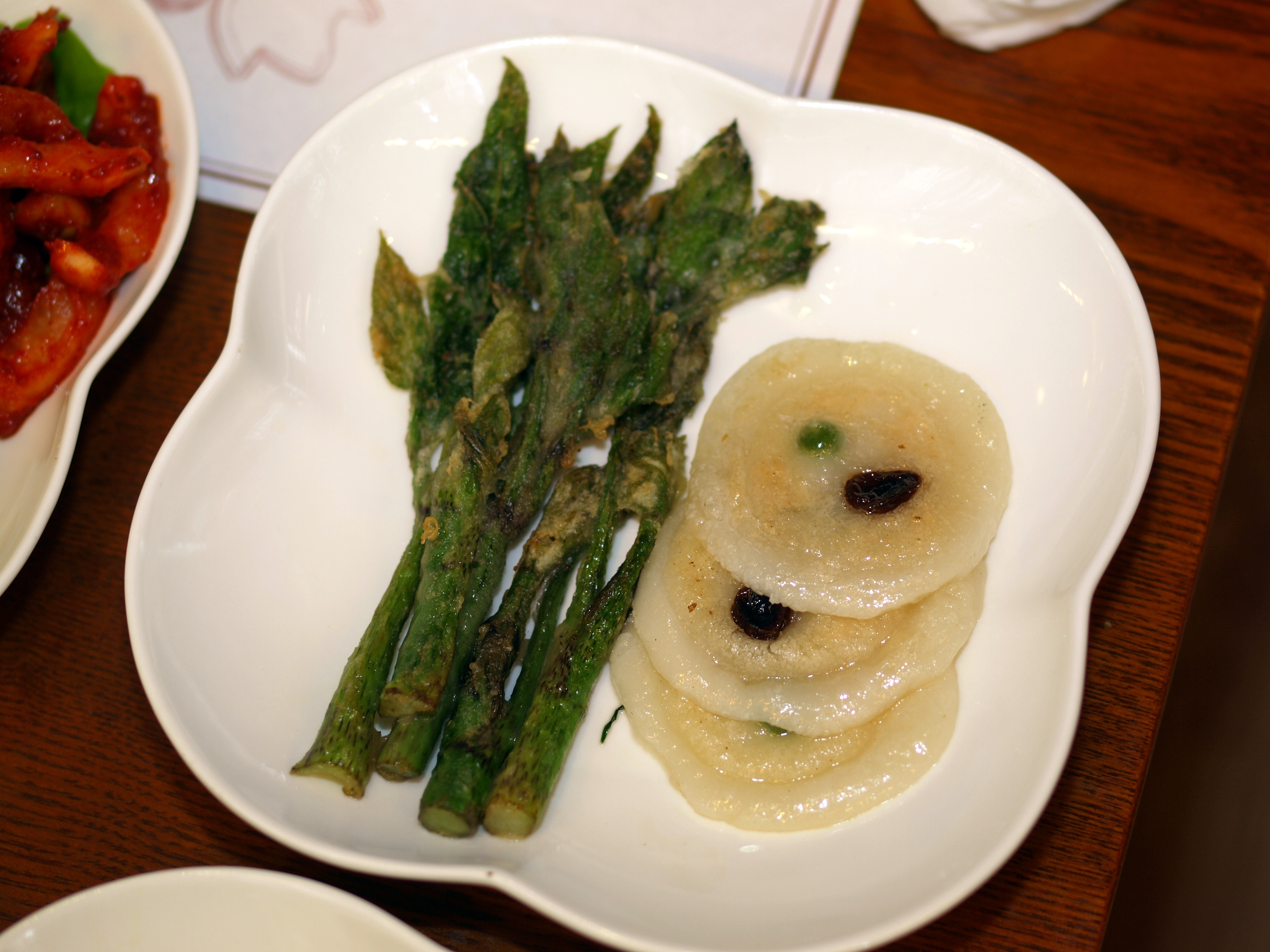
두릅 부각과 찰 전병

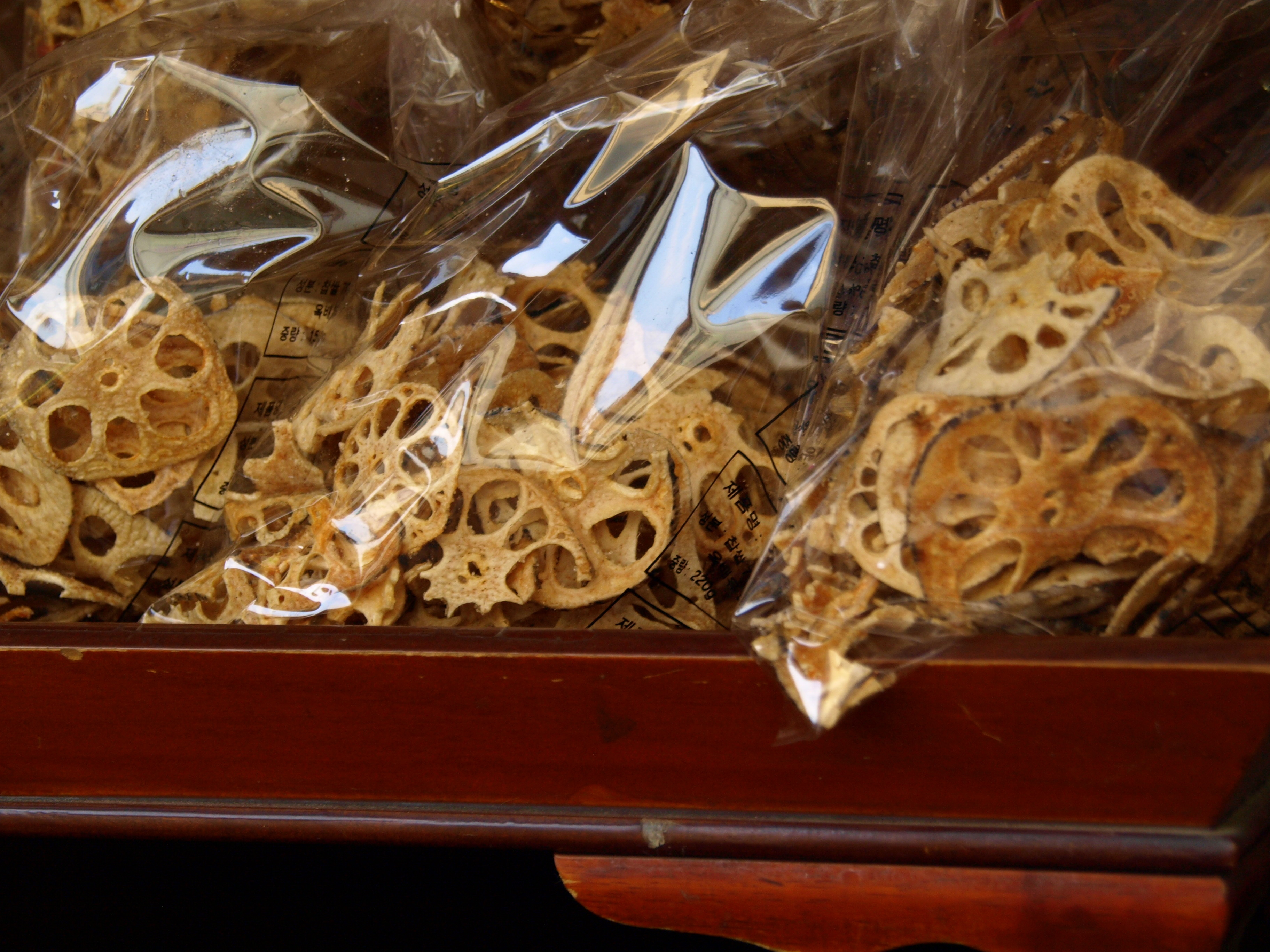
연근부각

부각은 한국 전통의 튀김류 음식으로, 채소 및 해조를 말린 후 보존을 위해 찹쌀풀을 먹여 튀긴 음식이다. 이런 조리법은 튀각(찹쌀풀을 먹이지 않고 튀긴 말린 채소)과 더불어 한국 요리에서는 흔하지 않은 방법이며, 거의 대부분 한국의 사찰음식을 만들 때 사용하는 특수한 조리법이다.
부각을 만드는 재료로 다시마, 김, 깻잎, 고춧잎, 우엉, 가죽나무 새순, 동백잎, 국화잎, 감자 등이 있다.
옛날에는 들기름이나 콩기름 같은 식물성 기름을 이용하여 튀겼으나, 현대에는 식용유를 이용해 튀긴다.

## 종류
- 깻잎부각 : 들깨 잎으로 만듦
- 들깨송이부각 : 들깨 꽃이 떨어지고 들깨가 여물 때쯤 송이째로 수확하여 만듦
- 다시마부각 : 다시마로 만듦
- 김부각 : 김으로 만듦
- 감자부각 : 감자를 얇게 썰어 만듦
- 고추자반 : 고춧잎으로 만듦
- 고추부각 : 고추로 만듦
- 우엉자반 : 우엉잎으로 만듦
- 가죽부각 : 가죽나무의 새순으로 만듦
- 쑥부각 : 쑥으로 만듦
- 감잎부각 : 감나무의 잎으로 만듦
- 두릅부각 : 두릅나무의 새순으로 만듦

## 같이 보기
- 튀각
- 튀김
- 한국 요리